# لب وورق آسيا
لب وورق آسيا هي شركة صناعة اللب والورق تعمل في إندونيسيا ومقرها في جاكرتا. إنها واحدة من أكبر شركات اللب والورق في العالم. أسسها إكا تجيبتا ويجاجا بمساعدة المؤسس المشارك سينيه وهاب كويك الذي كان أيضًا مستشارًا للملاك السابقين لـ إندا ميات والرئيس السابق للمفوض ونائب مجموعة سينار ماس. الشركات الكبرى في إندونيسيا والصين وعليها فالشركة تمتلك قدرة إنتاج سنوية حالية من اللب والورق والتعبئة والتغليف تزيد عن 18 مليون طن سنويًا، وتسويق منتجاتها إلى أكثر من 120 دولة عبر ست قارات.

## الخلافات
في عام 1994 نقلت الشركة مقرها الرئيسي من إندونيسيا إلى سنغافورة وبدأت في اقتراض الأموال للتوسع بقوة. تسبب هذا في رفعة مالية كبيرة. من 1996 إلى 1998 أنتجت الشركة فقط 1.5 أضعاف التدفق النقدي من تكاليف الفائدة.
في مارس 2001 خلال أزمات الديون الآسيوية أعلن الشركة وقفًا للديون الأمريكية مجموعة مطالبات بقيمة 13.9 مليار دولار، مما أدى إلى واحدة من أكبر حالات التخلف عن سداد الديون في السوق الآسيوية. بعد ذلك تم إعادة جدولة معظم الديون بقيم أقل. في نوفمبر 2003 رفعت شركة إنداه كيات التابعة لمقرها في جاكرتا دعوى قضائية ضد شركة التأمين وحاملي قضية الديون (بدولارات الولايات المتحدة) التي أصدرتها في عام 1994 بموجب قانون نيويورك، لكنها رفعت دعوى في إندونيسيا، وفي فبراير 2007 أعلنت المحكمة الإندونيسية أن الدين غير صالح.
الإفلاس الناتج عن ذلك كان أكبر التزام سندات لم يرد عليها من قبل شركة آسيوية حتى الآن. علقت بلومبرج فيما بعد أن القضية كانت «قصة تحذيرية من الجشع والتفاؤل الأعمى والانقسام بين الشرق والغرب.»
في عام 2001 كانت الشركة موضع تحقيق من قبل إدارة الشؤون التجارية في سنغافورة بعد أن اشتكى الدائنون والمستثمرون على خطأ عندما تخلفت الشركة عن سداد 13.9 مليار دولار أمريكي في وقت سابق من ذلك العام. لكن القضية إلى جانب التحقيق الموازي من قبل الهيئة السنغافورية. أغلقت بعد ذلك بعامين دون أي إفصاح عن سبب التحقيق في الشركات.
في عام 2017 توصل تحقيق أسوشييتد برس إلى أن الشركة قد تخلت باستمرار عن الشروط التي حددتها بنفسها كجزء من وعود بعدم إزالة الغابات طوال فترة العلاقة مع غرينبيس. وردت المنظمة غير الحكومية بإصدار بيان يدعو عملاء الشركة إلى إلغاء عقودهم. لدى الشركة اليوم عمليات في العديد من البلدان في جنوب شرق آسيا والصين، وتصدر بانتظام عائدات تزيد عن مليار دولار أمريكي.